# Luchthaven Buochs
Luchthaven Buochs is een kleine luchthaven gelegen in Nidwalden, Zwitserland. 

## Geschiedenis
De luchthaven is van oorsprong een vliegbasis die gebruikt werd door de Zwitserse luchtmacht. Sinds 1 januari 2004 wordt de vliegbasis echter niet meer gebruikt door de luchtmacht, alleen in een uitzonderlijke situatie zal de vliegbasis weer operationeel kunnen worden. Er zouden plannen zijn om de luchtmacht formeel compleet van de luchthaven te halen.  De vliegbasis stationeerde verschillende typen gevechtsvliegtuigen, waaronder de Dassault Mirage III en F-5E.

## Gebruik
Momenteel wordt de luchthaven gebruikt door verschillende kleine vliegmaatschappijen. De grootste hiervan is de Zwitserse vliegtuigfabrikant Pilatus Aircraft die het gebruikt voor testvluchten en leveringen. De luchthaven wordt zo nu en dan gebruikt voor vliegevenementen en ook de Modellfluggruppe Nidwalden (MGN) maakt gebruik van de luchthaven.